# 기타모토시
기타모토시(일본어: 北本市)는 일본 사이타마현 동부 중앙에 있는 시이다. 에도 막부에 의한 역참 정비 이전인 1602년까지 나카센도의 슈쿠바 고노스슈쿠가 있었던 것으로 알려져 있다.

## 역사
- 1943년 2월 11일 - 나카마루촌과 이시토촌이 합병해 기타아다치군 기타모토슈쿠촌(北本宿村)이 되었다.
- 1959년 11월 3일 - 정으로 승격하면서 명칭이 변경되어 기타모토슈쿠촌에서 기타모토정(北本町)이 되었다.
- 1971년 11월 3일 - 시로 승격하였다.

## 교통

### 철도
- 동일본 여객철도 다카사키선

### 도로
- 국도 제17호선

## 인구
| 연도 | 인구   | ±%      |
| ---- | ------ | ------- |
| 1920 | 7,633  | —       |
| 1930 | 8,054  | +5.5%   |
| 1940 | 8,366  | +3.9%   |
| 1950 | 13,457 | +60.9%  |
| 1960 | 15,483 | +15.1%  |
| 1970 | 31,699 | +104.7% |
| 1980 | 50,888 | +60.5%  |
| 1990 | 63,929 | +25.6%  |
| 2000 | 69,524 | +8.8%   |
| 2010 | 68,884 | −0.9%   |